# Nina Frolova
Nina Frolova –en ruso, Нина Фролова– (11 de octubre de 1948) es una deportista soviética que compitió en remo como timonel.
Participó en los Juegos Olímpicos de Moscú 1980, obteniendo una medalla de plata en la prueba de ocho con timonel. Ganó seis medallas en el Campeonato Mundial de Remo entre los años 1974 y 1982, y tres medalas en el Campeonato Europeo de Remo entre los años 1970 y 1973.

## Palmarés internacional
| Juegos Olímpicos   | Juegos Olímpicos          | Juegos Olímpicos | Juegos Olímpicos   |
| Año                | Lugar                     | Medalla          | Prueba             |
| ------------------ | ------------------------- | ---------------- | ------------------ |
| 1980               | Moscú (URSS)              | Medalla de plata | Ocho con timonel   |
| Campeonato Mundial |                           |                  |                    |
| Año                | Lugar                     | Medalla          | Prueba             |
| 1974               | Lucerna (Suiza)           | Medalla de plata | Ocho con timonel   |
| 1977               | Ámsterdam (Países Bajos)  | Medalla de plata | Cuatro con timonel |
| 1978               | Cambridge (Nueva Zelanda) | Medalla de oro   | Ocho con timonel   |
| 1979               | Bled (Yugoslavia)         | Medalla de oro   | Ocho con timonel   |
| 1981               | Múnich (RFA)              | Medalla de oro   | Ocho con timonel   |
| 1982               | Lucerna (Suiza)           | Medalla de oro   | Ocho con timonel   |
| Campeonato Europeo |                           |                  |                    |
| Año                | Lugar                     | Medalla          | Prueba             |
| 1970               | Tata (Hungría)            | Medalla de oro   | Cuatro con timonel |
| 1971               | Copenhague (Dinamarca)    | Medalla de oro   | Ocho con timonel   |
| 1973               | Moscú (URSS)              | Medalla de oro   | Ocho con timonel   |